# Vitae patrum
Vitae patrum, im Mittelalter meist Vitas patrum oder Vitaspatrum, deutsch Der Altväter Leben oder Altväterleben, ist eines der bedeutendsten Werke der hagiographischen Literatur, das bis in die Frühzeit des christlichen Mönchtums des 4. Jahrhunderts zurückreicht. Genau genommen ist Vitae patrum „kein Titel für ein klar abgegrenztes Werk, eher ein Überbegriff für ein Konglomerat ohne feste Corpusgrenzen“.

## Inhalt
Das Werk geht auf unterschiedliche, vor allem griechische Quellen zurück, z. B. die Historia Monachorum, und umfasst Lebensbeschreibungen, Lehrgespräche und Aussprüche der ersten christlichen Anachoreten (Eremiten) und Mönche, die im 3.–5. Jahrhundert in den Wüstengebieten Ägyptens und des Nahen Ostens gelebt hatten; zu den bekanntesten Texten gehört die Vita des heiligen Antonius. Ebenso enthält das Werk auch Viten von Frauen, die sich als ehemalige Sünderinnen bekehrt hatten und ein Leben der Buße führten, beispielsweise Maria Aegyptiaca. Im Zuge seiner Verbreitung konnte dieses Sammelwerk immer wieder über seinen Grundbestand hinaus variiert und erweitert werden, später auch durch Viten aus der westlichen Tradition (z. B. die Vita des heiligen Martin von Tours).

## Wirkungsgeschichte
Schon in der im 6. Jahrhundert verfassten Benediktsregel (Regula Benedicti 42,3) wurden die Vitae patrum zur Lektüre vorgeschrieben. Im Mittelalter besaß sie fast jedes Kloster, als ein Lehrbuch der Askese; ihr Einfluss auf die spirituelle Entwicklung der westlichen Klosterkultur ist überhaupt nicht abzuschätzen. Erkennbar wird er etwa, in Hinblick auf Auseinandersetzungen über Askese und mystische Spiritualität, in der Vita des Heinrich Seuse. Seuse nennt das Werk den „Kern der ganzen Vollkommenheit“. Schon sein Ordensvater, der heilige Dominikus, war ein glühender Verehrer der Vitae patrum, die dann auch für seinen Orden von herausragender Bedeutung waren, vor allem in Hinblick auf die Vita apostolica. Weit über den klösterlichen Bereich hinaus ist die Verbreitung der Vitae patrum dann in zahllosen Exempelsammlungen, Predigten und Traktaten belegt. Auch Laien hatten sie in Besitz.
Hinsichtlich ihrer Form waren die Vitas/Vitae patrum geradezu der Prototyp eines hagiographischen Sammelwerks; andere Werke wurden nach ihrem Vorbild angelegt. Die Vitas fratrum / Vitae fratrum, eine Sammlung von Kurzviten über die Anfänge des Dominikanerordens, sind das bekannteste Beispiel.
Im 17. Jahrhundert wurde die überlieferten Texte von dem Jesuiten Heribert Rosweyde (1569–1629) kritisch gesichtet, neu geordnet und in lateinischer Sprache als Druckausgabe in zehn Büchern herausgegeben. Das Werk erschien zuerst 1615 in Antwerpen und diente in der Folgezeit als eine Grundlage der Acta Sanctorum der Bollandisten.
Aber auch im protestantischen Bereich kamen, trotz Ablehnung der strengen Askese, die Vitae patrum weiterhin zur Geltung. Luther hatte eine „bereinigte“ Neuausgabe veranlasst, und eine Auswahlbearbeitung des Pietisten Gottfried Arnold diente noch Goethe und Herder als Lektüre.
Auf die Texte der Vitae patrum gehen auch zahllose Darstellungen in der Bildenden Kunst zurück. Viele Details solcher Kunstwerke sind ohne ihre literarische Vorlage nicht verständlich (z. B. im Isenheimer Altar).

### Sekundärliteratur
- Constance L. Rosenthal: The vitae patrum in old and middle English literature, Dissertation : Faculty of the Graduate School of the University of Pennsylvania, 1936, Reprint of the 1936 ed. published in Philadelphia, Folcroft : Folcroft Library Ed., 1974, ISBN 0-8414-7303-X
- Ulla Williams, Werner J. Hoffmann: Vitaspatrum (Vitae patrum). In: VL², Bd. 10 (1999), Sp. 449–466.
- Werner Williams-Krapp:  'Nucleus totius perfectionis.' Die Altväterspiritualität in der 'Vita' Heinrich Seuses. In: Johannes Janota u. a. (Hrsg.): Festschrift Walter Haug und Burghart Wachinger. 2 Bände. Niemeyer, Tübingen 1992, S. 407–421.
- Konrad Kunze, Ulla Williams, Philipp Kaiser: Information und innere Forschung. Zur Rezeption der 'Vitaspatrum'. In: Norbert Richard Wolf (Hrsg.): Wissensorganisierende und wissensvermittelnde Literatur im Mittelalter: Perspektiven ihrer Erforschung (Kolloquium 5.–7. Dezember 1985). Wiesbaden 1987 (= Wissensliteratur im Mittelalter. 1), S. 123–142.